# Gemophos sanguinolentus
Gemophos sanguinolentus is een slakkensoort uit de familie van de Buccinidae. De wetenschappelijke naam van de soort is voor het eerst geldig gepubliceerd in 1833 door Duclos.